# 미스터리 쇼핑
미스터리 쇼핑(Mystery shopping)은 QoS, 업무 성과, 규제 컴플라이언스를 측정하고 제품과 용역을 포함한 시장 또는 경쟁사에 관한 특정 정보를 수집하고자 하는 마케팅 연구 기업과 단체들이 사용하는 방식이다. 관련 용어로 미스터리쇼퍼, 미스터리컨슈머, 미스터리리서치, 시크릿쇼퍼, 시크릿 쇼핑 등이 있다.
미스터리쇼퍼는 보통 공통이 되는 소비자 행동을 비추어보며 특정 브랜드나 산업에 중요한 것으로 간주되는 취미의 일관성을 시험한다. 긱 노동자나 독립계약자인 미스터리쇼퍼들은 자신들의 경험에 관한 세세한 보고서와 피드백을 제출한다.

## 같이 보기
- 참여 관찰